# Kororaa
Kororaa fue un método de instalación binario para Gentoo Linux con el que instalar el sistema de una forma más sencilla usando scripts en vez de una configuración manual. El nombre es un deletreo alternativo de la palabra Māori "kororā", un pequeño pingüino. Kororaa está pre-configurada para procesadores SSE.

## Historia
Kororaa fue iniciado por Christopher Smart como un método para reproducir de forma rápida una instalación de Gentoo Linux en múltiples escritorios.

### Kororaa XGL LiveCD
Kororaa XGL LiveCD fue pensada para demostrar las capacidades de Xgl y Compiz de la empresa Novell.
Kororaa se popularizó cuando en marzo de 2006 fue lanzada una versión LiveCD preconfigurada con Xgl. El LiveCD soporta tarjetas gráficas NVIDIA, ATI e Intel, y la última versión (0.3) viene con KDE y GNOME.

### Kororaa XGL Live CD y la GPL
En mayo de 2006 un desarrollador anónimo del núcleo Linux envió un correo electrónico a Christopher Smart, el líder de Kororaa, sugiriendo que el paquete de drivers propietarios de NVIDIA y fglrx violaban la licencia GPL. Smart temporalmente eliminó la imagen de CD que compartía en la página del proyecto en agosto de 2006.
Dos meses después la versión 0.3 fue lanzada y todos los drivers propietarios fueron eliminados.

## Historial de lanzamientos
| Versión        | Fecha de lanzamiento    |
| -------------- | ----------------------- |
| Beta 1         |                         |
| Beta 2 R1      | 12 de diciembre de 2005 |
| XGL LiveCD 0.1 | 8 de marzo de 2006      |
| XGL LiveCD 0.2 | 6 de abril de 2006      |
| XGL LiveCD 0.3 | 4 de octubre de 2006    |